# Máximo Homem de Campos Rodrigues
Máximo Homem de Campos Rodrigues (Arraiolos, Arraiolos, 8 de Maio de 1879 - Évora, São Pedro, 5 de Fevereiro de 1927) foi um político português.

## Família
Filho de Francisco Joaquim de Campos Rodrigues (Évora, Santo Antão, 1 de Março de 1842 - ?), Professor, e de sua mulher (Évora, Sé, Sé Catedral de Évora, 20 de Junho de 1872) Mariana Vitória Homem Leitão da Guerra (bap. Mora, Pavia, 12 de Fevereiro de 1846 - Évora, São Pedro, 23 de Agosto de 1912).

## Biografia
Licenciado em Medicina pela Faculdade de Medicina da Universidade de Coimbra, Médico, Presidente da Câmara Municipal de Évora, Diretor do Círculo Eborense e 70.º Governador Civil do Distrito de Évora desde 23 de Junho de 1926 até à sua morte a 5 de Fevereiro de 1927.

## Casamento e descendência
Casou em Évora, São Pedro, a 20 de Junho de 1908 com Maria Inácia Braamcamp de Matos Fernandes (Évora, São Pedro, 20 de Dezembro de 1885 - Lisboa, 9 de Novembro de 1964), filha de Miguel José de Matos Fernandes (Évora, São Pedro, 21 de Março de 1857 - Évora, São Pedro, 3 de Setembro de 1929), Lavrador e Proprietário, e de sua mulher (6 de Novembro de 1883) Maria Luísa Braamcamp Freire de Matos (Évora, Santo Antão, 6 de Novembro de 1858 - Évora, São Pedro, 21 de Fevereiro de 1937), com geração.